# Ash (film)
Pour les articles homonymes, voir ASH.
Pour plus de détails, voir Fiche technique et Distribution.
Ash est un film américain réalisé par Flying Lotus et sorti en 2025.
Le film est présenté en avant-première au festival South by Southwest, avant sa sortie dans les salles américaines. En France, il est diffusé sur Prime Video.

## Synopsis
Sur une planète lointaine, une astronaute nommée Riya se réveille et découvre que tout l'équipage de sa station spatiale a été tué. Souffrant d'amnésie, elle n'a que de vagues souvenirs de ses partenaires décédés et de leur mission. Paranoïaque et méfiante, Riya hésite à faire confiance à Brion, l'homme envoyé à sa rescousse et qui prétend bien la connaître.

## Fiche technique
Sauf indication contraire, les informations mentionnées dans cette section peuvent être confirmées par les bases de données cinématographiques IMDb et Allociné,  présentes dans la section « Liens externes ».
- Titre original et français : Ash
- Réalisation : Flying Lotus
- Scénario : Jonni Remmler
- Musique : Flying Lotus
- Direction artistique : Sam Storey
- Décors : Ross McGarva
- Costumes : N/A
- Photographie : Richard Bluck
- Montage : Bryan Shaw
- Production : Nate Bolotin et Matthew Metcalfe

Producteurs délégués : Neill Blomkamp, Dave Brown, Maxime Cottray, Maile Daugherty, Flying Lotus, Adam Riback, Nick Spicer et Aram Tertzakian
Coproducteurs : Tom Blackwell et Lesley Hansen
- Sociétés de production : XYZ Films, Brainfeeder Films, GFC Films, General Film Corporation ; en association avec IPR.VC
- Sociétés de distribution : RLJE Films (États-Unis), Prime Video (France), Apple TV+ (international)
- Budget : N/A
- Pays de production :  États-Unis
- Langue originale : anglais
- Format : couleur
- Genre : science-fiction, thriller, horreur
- Durée : 95 minutes
- Dates de sortie[2] :
  - États-Unis : 11 mars 2025 (festival South by Southwest)
  - États-Unis, Canada : 21 mars 2025
  - France : 24 avril 2025 (Prime Video)
- Classification[3] :
  - États-Unis : R

## Distribution
- Eiza González (VF : Aurélie Konaté) : Riya
- Aaron Paul (VF : Marc Arnaud) : Brion
- Iko Uwais (VF : Pascal Nowak) : Adhi
- Beulah Koale (VF : Baptiste Marc) : Kevin
- Kate Elliott (VF : Myrtille Bakouche) : Clarke
- Flying Lotus (VF : Alex Fondja) : Davis

## Production
En août 2022, Joseph Gordon-Levitt et Tessa Thompson sont annoncés dans les rôles principaux d'un film réalisé par le rappeur Flying Lotus et produit par Neill Blomkamp. En mars 2023, il est précisé qu'Aaron Paul et Eiza González tiendront finalement les rôles principaux. En mai 2023, Iko Uwais, Beulah Koale, Kate Elliott et Flying Lotus sont ensuite confirmés.
Flying Lotus s'est initié aux effets spéciaux numériques en regardant des vidéos tuto sur YouTube. Le tournage débute en mai 2023 et se déroule dans une ancienne usine en Nouvelle-Zélande. L'équipe utilise une caméra Arri Alexa 35, alors que le montage est réalisé via Media Composer. Les maquettes miniatures sont créées par Adam Makarenko.
Flying Lotus cite comme influences Resident Evil, ainsi que Terrence Malick, Ryuichi Sakamoto et John Carpenter (notamment pour la musique).

## Sortie et accueil

### Critique
Sur le site d'agrégation de critiques Rotten Tomatoes, le film obtient 73 % d'avis favorables, pour 83 critiques et une note moyenne de X⁄10. Le consensus suivant résumé les avis collectés : « Ash de Flying Lotus offre des produits fantasmagoriques avec des visuels vifs et un paysage sonore palpitant, élevant une histoire de science-fiction prévisible en un voyage mental mémorable et élégant. » Sur le site Metacritic, qui utilise une moyenne pondérée, le film obtient la note de 63⁄100 pour 16 critiques.

### Box-office
Aux États-Unis, Ash sort en salles face à The Alto Knights et Blanche Neige. Les projections estiment que le film réalisera 2 millions de dollars avec 1 136 copies pour son premier week-end d'exploitation. Il n'atteint cependant pas ces prévisions, avec seulement 689 144 $ au box-office pour ses trois premiers jours.